# 李尤
李尤（？年—？年），字伯仁，廣漢郡雒縣（今四川省廣漢）人。東漢諫議大夫、樂安相，著有詩、賦、銘、誄、頌、《七嘆》、《哀典》，共二十八篇。

## 生平
李尤年輕時以文章著名。漢和帝時，侍中賈逵以李尤有司馬相如、揚雄的才華舉薦他，李尤受詔到東觀，詔命作賦，被任命為蘭台令史。漢安帝時任諫議大夫，受詔與謁者僕射劉珍等人撰《漢記》。
漢安帝廢劉保爲濟陰王時，李尤上書勸諫。漢順帝即位後，升任樂安相。八十三歲時去世。著有《和帝哀策》、《平樂觀賦》、《九曲歌》等作品。

## 鞠城銘
李尤《鞠城銘》為中國較早涉及蹴鞠規則的文獻，反映了漢代賦鞠場地的設置及競賽活動的概況。

## 評價
- 劉勰：李尤賦銘，志慕鴻裁，而才力沉膇，垂翼不飛。《文心雕龍·才略》、李尤積篇，義儉辭碎。蓍龜神物，而居博奕之中；衡斛嘉量，而在臼杵之末。曾名品之未暇，何事理之能閑哉！（李尤寫的大量銘文，內容單薄，文辭瑣碎。他把蓍龜之類神物的銘文，和戲玩的《圍棋銘》攙雜在一起；把寫衡量器的《權衡銘》，放在關於杵臼的銘文之後。李尤在品量器物名稱上，還沒有來得及做好，怎能熟知事物的道理呢！）《文心雕龍·銘箴》[10]
- 摯虞：李尤為銘，自山河都邑至於刀筆笇契，無不有銘，而文多穢病。《文章流別傳》
- 劉孝威：馮商莫能賦，李尤誰敢銘。《藝文類聚·卷第六十九》
- 張溥：其文寂寥，非枚叔比也，詩有九曲歌，間屬闕文賦五首，微質雅擬之上，林長楊則泰山丘垤也。當時薦者稱其文有相如揚雄風，何哉？銘八十餘，多體要之作，及時匠意，於子雲百官箴得其深矣。摰仲治譏以穢病，居諸王莽鼎銘之下，抑文家以少言為貴，而多者難於見工也。《漢魏六朝百三家集·卷十五》

## 延伸阅读
[在维基数据编辑]
 《後漢書·卷80上》，出自范晔《後漢書》